# Advanced Landing Grounds – Serie AAF

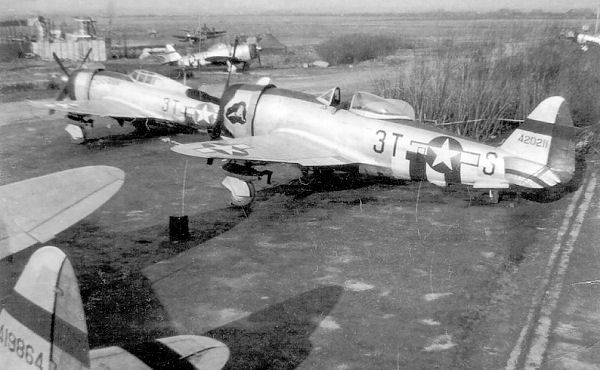
P-47 der USAAF auf ALG AAF-418 in RAF Kingsnorth

Advanced Landing Grounds (ALG) waren zeitweilige vorgeschobene Landeplätze, die von den Alliierten während des Zweiten Weltkriegs für den Feldzug zur Befreiung Europas angelegt wurden.

## Allgemeines

### Serie AAF (Army Air Force)
Die vorgeschobenen Landeplätze der Serie AAF lagen sämtlich im Vereinigten Königreich und dienten der Vorbereitung für die Invasion auf dem europäischen Kontinent.
| USAAF-Code | RAF-Station           | Traditionelle Grafschaft | USAAF-Code | RAF-Station         | Traditionelle Grafschaft |
| ---------- | --------------------- | ------------------------ | ---------- | ------------------- | ------------------------ |
| AAF-103    | RAF Brampton Grange   | Cambridgeshire           | AAF-404    | RAF Chilbolton      | Hampshire                |
| AAF-105    | RAF Chelveston        | Northamptonshire         | AAF-406    | RAF Andover         | Hampshire                |
| AAF-106    | RAF Grafton Underwood | Northamptonshire         | AAF-407    | RAF Thruxton        | Hampshire                |
| AAF-111    | RAF Thurleigh         | Bedfordshire             | AAF-408    | RAF Beaulieu        | Hampshire                |
| AAF-116    | RAF Elvedon Hall      | Suffolk                  | AAF-409    | RAF Uxbridge        | Middlesex                |
| AAF-119    | RAF Horsham           | Norfolk                  | AAF-410    | RAF Lashenden       | Kent                     |
| AAF-122    | RAF Steeple Morden    | Hertfordshire            | AAF-411    | RAF High Halden     | Kent                     |
| AAF-133    | RAF East Wretham      | Norfolk                  | AAF-413    | RAF Staplehurst     | Kent                     |
| AAF-138    | RAF Snetterton Heath  | Norfolk                  | AAF-414    | RAF Winkton         | Hampshire                |
| AAF-141    | RAF Bodney            | Norfolk                  | AAF-415    | RAF Bisterne        | Hampshire                |
| AAF-149    | RAF Birch             | Essex                    | AAF-416    | RAF Christchurch    | Dorset                   |
| AAF-150    | RAF Boxted            | Essex                    | AAF-417    | RAF Ashford         | Kent                     |
| AAF-153    | RAF Framingham        | Suffolk                  | AAF-418    | RAF Kingsnorth      | Kent                     |
| AAF-154    | RAF Gosfield          | Essex                    | AAF-419    | RAF Woodchurch      | Kent                     |
| AAF-157    | RAF Raydon            | Suffolk                  | AAF-425    | RAF Scorton         | Yorkshire                |
| AAF-159    | RAF Womingford        | Essex                    | AAF-438    | RAF Brenzett        | Kent                     |
| AAF-160    | RAF Marks Hall        | Essex                    | AAF-449    | RAF Middle Wallop   | Hampshire                |
| AAF-161    | RAF Boreham           | Essex                    | AAF-452    | RAF Stoney Cross    | Hampshire                |
| AAF-162    | RAF Chipping Ongar    | Essex                    | AAF-454    | RAF Warmwell        | Dorset                   |
| AAF-164    | RAF Great Dunmow      | Essex                    | AAF-455    | RAF Holmsley South  | Hampshire                |
| AAF-165    | RAF Little Walden     | Essex                    | AAF-465    | RAF Chalgrove       | Oxfordshire              |
| AAF-166    | RAF Matching          | Essex                    | AAF-466    | RAF Membury         | Berkshire                |
| AAF-168    | RAF Rivenhall         | Essex                    | AAF-467    | RAF Aldermaston     | Berkshire                |
| AAF-169    | RAF Stansted          | Essex                    | AAF-468    | RAF Bury St Edmunds | Suffolk                  |
| AAF-170    | RAF Wethersfield      | Essex                    | AAF-471    | RAF Keevil          | Wiltshire                |
| AAF-345    | RAF Goxhill           | Lincolnshire             | AAF-473    | RAF Bristol         | Gloucestershire          |
| AAF-347    | RAF Ibsley            | Hampshire                | AAF-485    | RAF Andrews Field   | Essex                    |
| AAF-355    | RAF Coltishall        | Norfolk                  | AAF-486    | RAF Greenham Common | Berkshire                |
| AAF-358    | RAF Earls Colne       | Essex                    | AAF-487    | RAF Charmy Down     | Somerset                 |
| AAF-362    | RAF Ford              | Sussex                   | AAF-489    | RAF Cottesmore      | Rutland                  |
| AAF-366    | RAF Melfield          | Suffolk                  | AAF-492    | RAF Hurn            | Dorset                   |
| AAF-369    | RAF Martlesham Heath  | Suffolk                  | AAF-525    | RAF Cranfield       | Bedfordshire             |
| AAF-373    | RAF Leiston           | Suffolk                  | AAF-551    | RAF Lymington       | Hampshire                |
| AAF-374    | RAF Bottisham         | Cambridgeshire           | AAF-570    | RAF Ayr             | Ayrshire (Schottland)    |
| AAF-375    | RAF Honington         | Suffolk                  |            |                     |                          |